# Veronica saturejoides
Veronica saturejoides är en grobladsväxtart som beskrevs av Roberto de Visiani. Veronica saturejoides ingår i släktet veronikor, och familjen grobladsväxter. Inga underarter finns listade i Catalogue of Life.